# Конрад Брендле
Конрад Брендле (нім. Konrad Brendle; 10 серпня 1895 — 2 вересня 1918) — німецький льотчик-ас, лейтенант Імперської армії.

## Біографія
Учасник Першої світової війни. В листопаді 1917 року вступив в 17-ту винищувальну ескадрилью. Пізніше був переведений у 45-ту винищувальну ескадрилью, маючи звання віцефельдфебеля. Після п'ятої перемоги отримав звання лейтенанта. 2 вересня 1918 року під час бойового вильоту вилетів за лінію фронту в гонитві за аеростатами. Йому вдалося збити два аеростати, але і його літак Fokker D.VII був підбитий вогнем із землі. Брендле загинув під час падіння літака. Похований на цвинтарі Берру у Марні (Франція).
Всього за час бойових дій здобув 9 перемог.